# Yamatokōriyama, Nara
Yamatokōriyama (大和郡山市 Đại Hòa Quận Sơn thị) là một thành phố thuộc tỉnh Nara, Nhật Bản.